# Cazouls-lès-Béziers

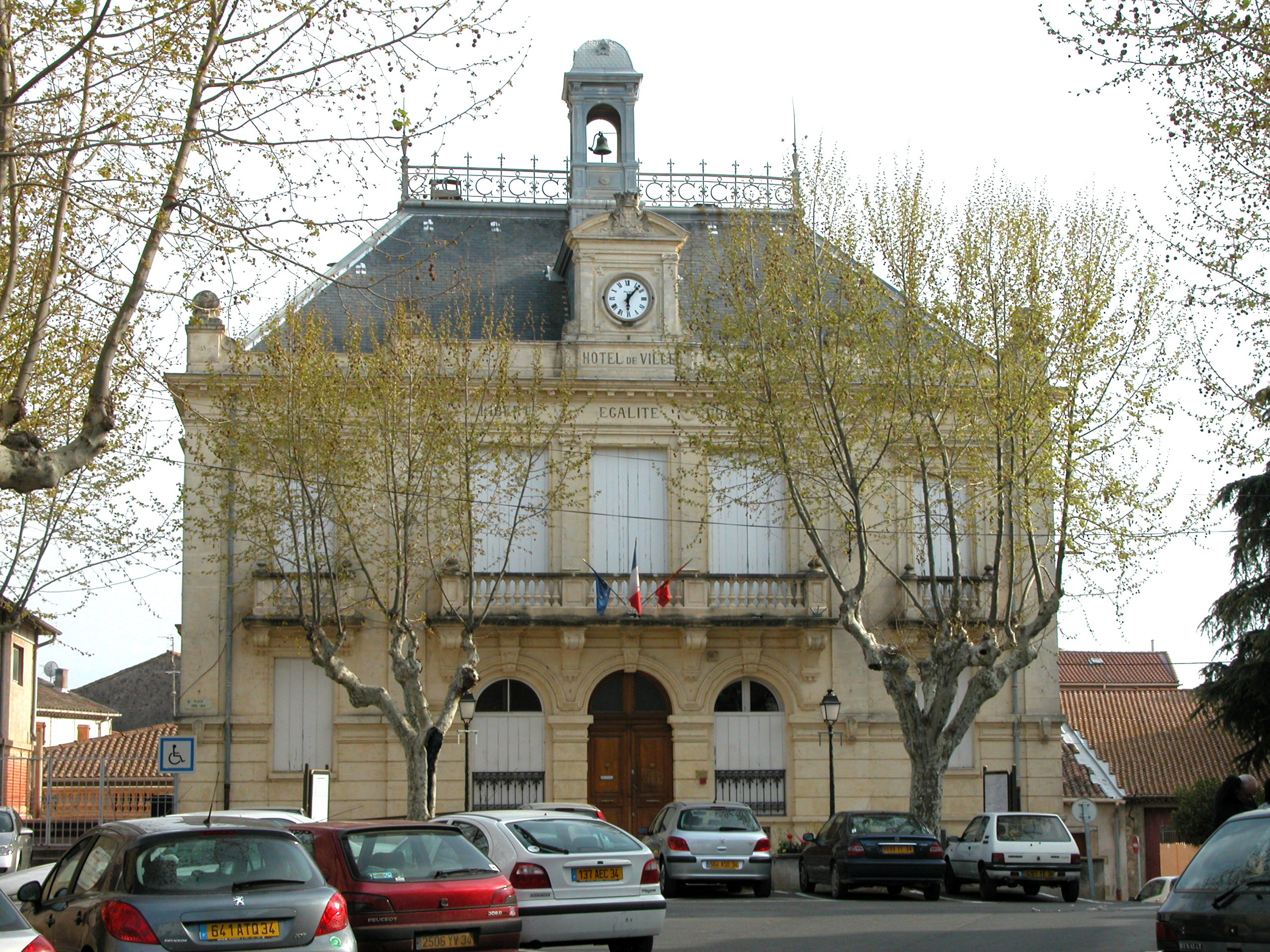
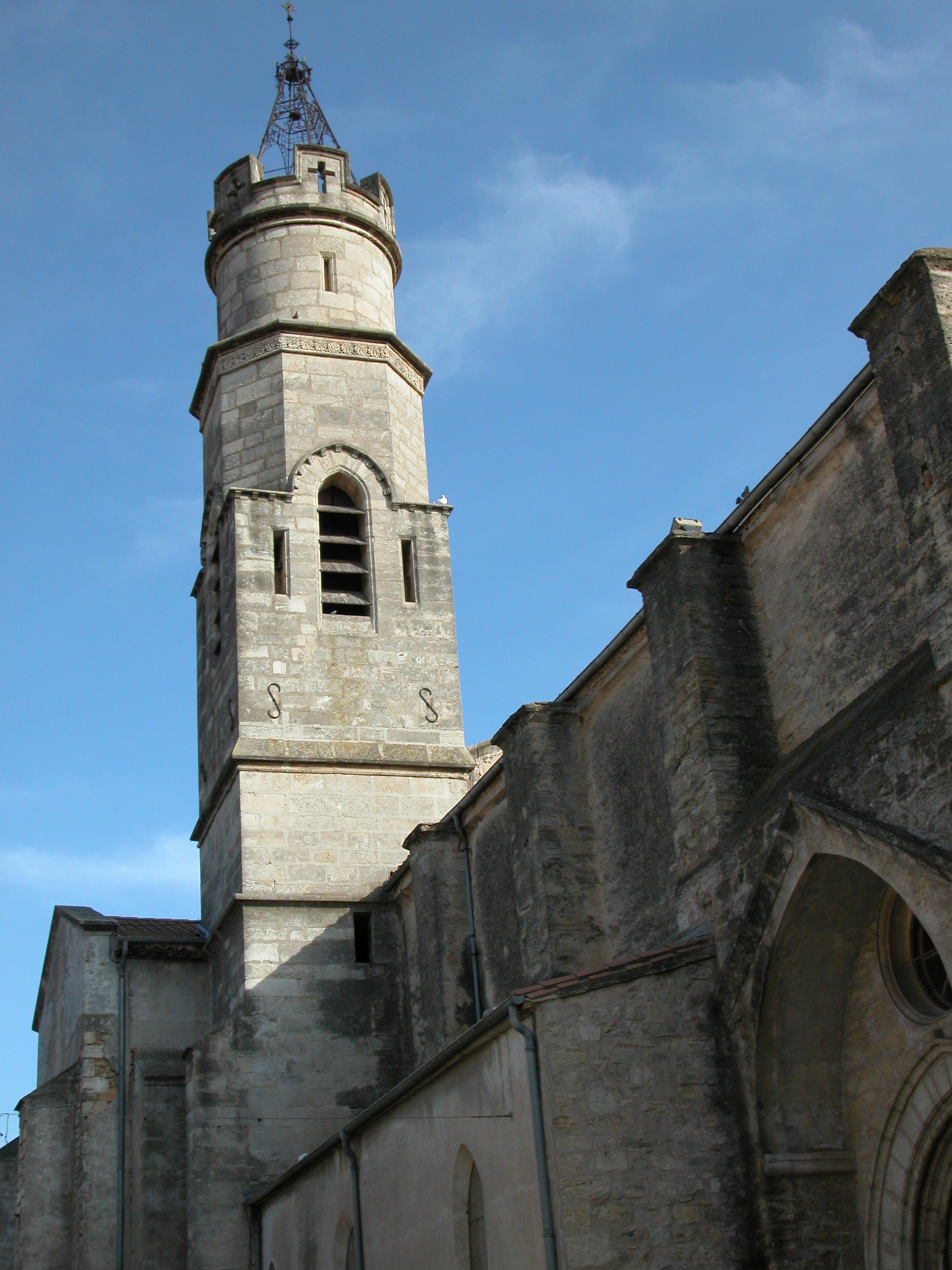
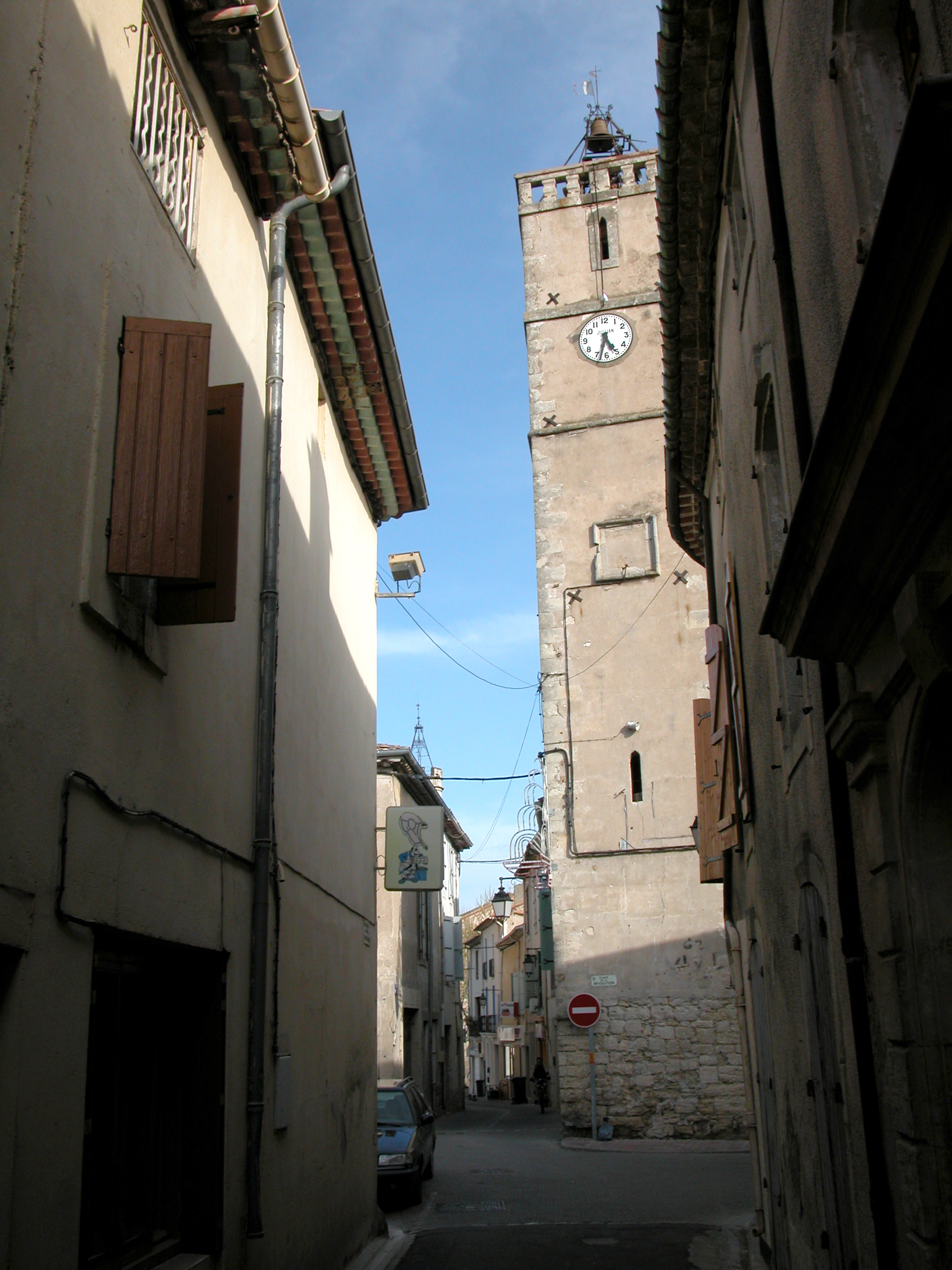

Cazouls-lès-Béziers – miejscowość i gmina we Francji, w regionie Oksytania, w departamencie Hérault.
Według danych na rok 1990 gminę zamieszkiwało 3251 osób, a gęstość zaludnienia wynosiła 85 osób/km² (wśród 1545 gmin Langwedocji-Roussillon Cazouls-lès-Béziers plasuje się na 115. miejscu pod względem liczby ludności, natomiast pod względem powierzchni na miejscu 107.).